# まじのコンプレックス
『まじのコンプレックス』は、2010年8月27日にlight（ライト）より発売された日本の18禁恋愛アドベンチャーゲーム。

## 概要
lightの低価格シリーズの作品で、『さかここ』シリーズの第3弾で最終章。シリーズ作品である『さかしき人にみるこころ』や『どんちゃんがきゅ〜』でサブキャラクターであった純真路乃をメインヒロインとしたスピンオフ作品。時系列的には同じ時系列を描いた前2作までとは異なり、それらの後日談を描いている。
本作品の発売と同時に本作も含めたシリーズ全3作を収録したコンプリートボックス『神様のりんご』が発売された。
性描写が中心になりがちなアダルトゲームの低価格作品でありながら物語を軸に描いた点を評価され、2008年に『さかしき人にみるこころ』が美少女ゲームアワード2008のロープライス賞の金賞を受賞したのに引き続き、萌えゲーアワード2010のロープライス賞の金賞を受賞した。

## ストーリー
卒業式の日に学園の学食に集まった純紀子の非公認ファンクラブ「どんちゃん騒ぎの会」のメンバーたちは、先日の定例会に紀子の妹の純真路乃が乗り込んできて紀子が卒業後に結婚を予定していることを残酷な形で暴露したことにより、しめやかな形で会の解散式を迎えていた。涙ながらも紀子の幸せを願うメンバーの中、末端構成員である2年の桐山裕実は一人爽やかな表情をしていた。裕実は会の存在を目の敵にする真路乃に対して構成員各位の想いを釈明するため、新年度から新たに真路乃の所属する図書委員に加わるのであった。

## 登場人物
桐山 裕実（きりやま ひろみ）
本作の主人公。口癖は「グッド・グリーフ」。外見は眼鏡をかけた少年。学園の3年生であり、「どんちゃん騒ぎの会」の末端構成員であったが、会の解散後の新年度から新たに図書委員に加わるようになった。
純 真路乃（すみ まじの）
声：木村あやか
本作のヒロイン。学園の2年生で図書委員を務めている傍ら、ソフトボール部にも所属している。ポジションはピッチャーで部内のエース。軍事オタクで軍服を着用したり、言葉の端々に軍事用語が登場したりする。姉の紀子が結婚をして家を出て姉妹で使っていた部屋を一人で使うようになってから口数が少なくなった。
張本 つばめ（はりもと つばめ）
声：美月
真路乃の同級生で図書委員で、真路乃と同じくソフトボール部にも所属している。ポジションはキャッチャーで、ピッチャーの真路乃とバッテリーを組んでいる。
関口 和（せきぐち のどか）　
声：とまとあいこ
真路乃の同級生で図書委員で、部活動には所属していない。新聞が好きで図書室にある新聞を全紙目を通している他、自宅で取っている新聞の朝刊を懐に入れて持ち歩いている。
大八木 行善（おおやぎ ゆきよし）
裕実の友人であだ名は「ヤギ」。「どんちゃん騒ぎの会」の旧メンバーで裕実よりも古参であった。「ふーー…ぅ」と「ぅ」の前に一呼吸置く溜息を口癖としている。
真柄 亜利美（まがら ありみ）
声：青山ゆかり
『さかしき人にみるこころ』のヒロイン。真路乃の先輩の知性派少女。卒業後は進学している。
勾坂 一重（こうさか かずしげ）
『さかしき人にみるこころ』の主人公。真路乃の先輩で、卒業後は進学をして亜利美のマンションで同棲をするようになった。
佐藤 紀子（さとう のりこ）
声：まきいづみ
『どんちゃんがきゅ〜』の主人公でヒロイン。真路乃の姉で卒業と同時に進学をせず俊夫と結婚をしたため、苗字が「純」から「佐藤」に変わった。
佐藤 俊夫（さとう としお）
『どんちゃんがきゅ〜』のメインキャラ。紀子の夫で人形原型師。

## スタッフ
- シナリオ：嘘屋佐々木酒人
- 原画：AKINOKO
- 音楽：樋口秀樹

## 主題歌
主題歌「まじこんうぉーず」
作詞：津島暁生 / 作曲・編曲：樋口秀樹 / 歌：木村あやか
エンディング曲「マーマレード・プリンセス」
作詞・作曲・編曲：樋口秀樹 / 歌・コーラスワーク：WHITE-LIPS